# Eluvial
eluvial ist ein Begriff der Geologie und der Bodenkunde und bedeutet „ausgewaschen“ oder durch natürliche Vorgänge geschlämmt. Dabei sind folgende Erscheinungen möglich:
- die Anreicherung bestimmter Stoffe durch Abfuhr (Auswaschung) des ursprünglich mit ihnen verbundenen Umgebungsmaterials. Typisches Beispiel ist die Bildung „eluvialer Seifen“.
- die Verarmung an bestimmten Stoffen und Mineralien durch deren Auswaschung aus der umgebenden Matrix. Typisch hierfür: Die chemische Auswaschung bestimmter Mineralien aus Bodenhorizonten.